# Коваленко Микола Степанович
Микола Степанович Коваленко (нар. 12 грудня 1928, тепер Республіка Білорусь — ?) — радянський військовий діяч, генерал-полковник, начальник Політуправління Центральної групи військ. Депутат Верховної Ради УРСР 11-го скликання.

## Біографія
З 1947 року служив у Радянській армії.
Член ВКП(б) з 1948 року.
У 1950 році закінчив зенітно-артилерійське училище.
З 1950 року — на командних посадах. З 1951 року — на військово-політичній роботі у військах.
У 1963 році закінчив Військово-політичну академію імені Леніна.
У 1978—1982 роках — член Військової Ради — начальник політичного відділу армії Далекосхідного військового округу.
У 1982—1985 роках — член Військової Ради — начальник Політичного управління Центральної групи військ (Угорщина).
У 1985—1991 роках — начальник Політичного управління — 1-й заступник начальника будівництва і розквартирування військ Збройних сил СРСР з політичної частини.
Потім — у відставці в Москві.

## Звання
- генерал-майор (28.10.1976)
- генерал-лейтенант (30.04.1982)
- генерал-полковник (30.04.1988)

## Нагороди
- Орден «За службу Батьківщині в Збройних Силах СРСР» ІІІ ст.
- ордени
- медалі